# HD172713
HD172713 — хімічно пекулярна зоря спектрального класу A4, що має видиму зоряну величину в смузі V приблизно  7,6.
Вона  розташована на відстані близько 1217,0 світлових років від Сонця.